# Landshut
Landshut (in bavarese Landshuad) è una città extracircondariale tedesca situata nel Land della Baviera.

## Descrizione generale
La città è il capoluogo del distretto bavarese del Niederbayern (Bassa Baviera) nonché del distretto rurale (Landkreis) omonimo. Costruita sulle rive del fiume Isar, un importante affluente del Danubio, è conosciuta anche con il nome di "Dreihelmenstadt" (La città dei tre elmi), dal simbolo della città che rappresenta appunto tre elmi utilizzati dalla milizia cittadina in epoca medioevale.
Landshut, seguita da Passavia e da Straubing, è per estensione e numero di abitanti la più grande città del distretto.
Landshut si trova al centro della regione collinare denominata Niederbayerisches Hügelland (colline della Bassa Baviera) e che si colloca tra il corso del fiume Danubio a nord e le Alpi bavaresi a sud. La zona fa parte di quella regione pre-alpina, formatasi nel Cenozoico e che si estende a nord del grande lago Chiemsee, distante solo poche decine di chilometri.
I siti abitativi che formano la cintura periferica e lo stesso centro storico della città sono stati edificati su una pianura di origine alluvionale che si è andata formando per l'azione del fiume Isar. L'affluente del Danubio divide la pianura di Landshut in tre zone distinte, oggi tutte densamente popolate: la parte a nord, che termina con i rilievi collinari dell'Isar-Donau, la parte a sud, limitata dalle colline Isar-Inn, più elevate dal punto di vista altimetrico e la parte centrale, con la Muehleninsel (L'isola dei mulini), l'isola che oggi è parte integrante del tessuto urbano.
La portata del fiume è ancora soggetta a delle variazioni massicce e repentine e per scongiurare il rischio di nuove inondazioni si sono rese necessarie nel corso degli anni alcune opere di canalizzazione e di contenimento che hanno riguardato soprattutto la zona nord della pianura.
A sud-ovest l'Isar, prima di entrare in città, forma delle ampie zone umide, ricoperte da una fitta vegetazione, protette come aree di alto interesse naturalistico che sono il rifugio di numerose specie di uccelli acquatici. A nord-est, una volta lasciato il centro abitato, diverse centrali idroelettriche sfruttano la potenza del fiume che in questa zona dà luogo ad alcuni bacini artificiali, utilizzati dalla popolazione per numerose attività di svago.

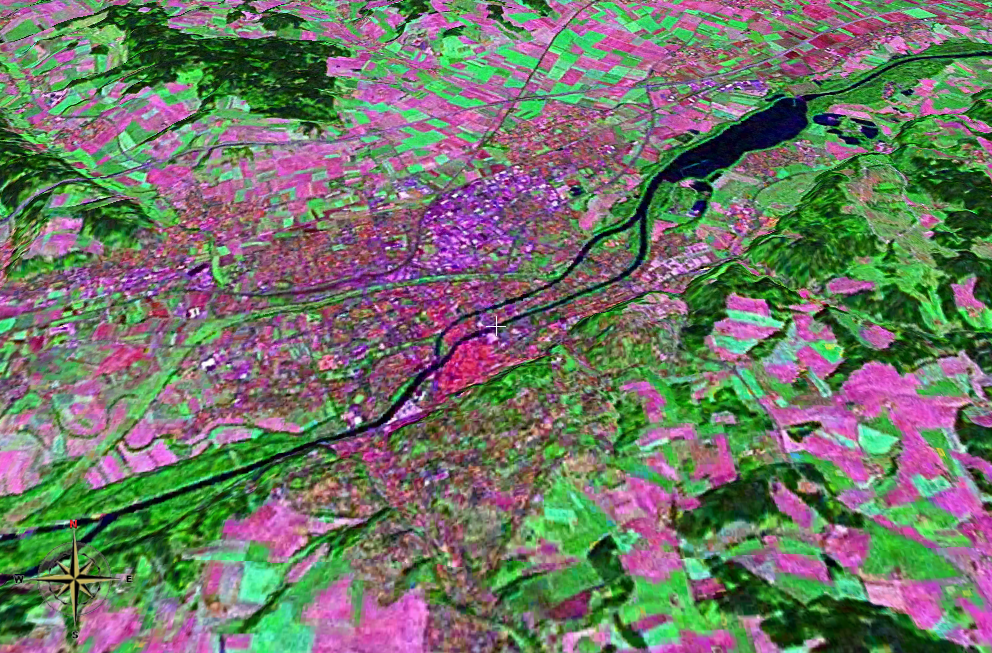
Landshut - Veduta dal satellite della regione attraversata dal fiume Isar e oggi occupata dal centro urbano

## Geografia fisica

### Clima
Il clima è continentale caratterizzato da una forte umidità, la temperatura media registrata durante l'anno è di 8,5 °C. Il mese più freddo risulta essere gennaio, con −1,0 °C, mentre il mese più caldo è agosto con una temperatura media di 18,1 °C. Le precipitazioni, anche a carattere nevoso, sono abbondanti e superiori alle medie registrate per l'intera Baviera: 824 mm di pioggia annui, con luglio il mese più piovoso (oltre 100 mm di pioggia) e febbraio il più secco (43 mm di pioggia).

## Storia

### La Landshut preistorica
L'area collinare che si estende tra il basso corso del Danubio e il medio corso del fiume Isar risulta abitata già dalla prima Età della Pietra. Nell'area occupata oggi dal cimitero settentrionale di Landshut sono state ritrovate tracce di un insediamento preistorico databile intorno al 4700 a.C. Alcuni scavi archeologici recentemente compiuti hanno portato alla luce del vasellame e degli utensili in pietra. La fattura di questi oggetti lascia presupporre che i primi colonizzatori della zona provenissero dalla attuale Boemia. Gli influssi di questa cultura preistorica sono rimasti profondi nella zona prima che essa venisse lentamente assoggettata alla cosiddetta cultura di Rössen, la grande cultura preistorica che dominò in Europa centrale dal 4500 al 4300 a.C. circa.
L'insediamento sulle rive dell'Isar ha resistito per circa 300 anni. Dopo di che, e per un periodo stimabile intorno ai 3 500 anni, non sono stati rinvenuti indizi di alcun ulteriore insediamento.
Un'urna cineraria in argilla, ritrovata in alcuni scavi eseguiti nella parte settentrionale della città e databile intorno all 900 a.C., è il primo indizio di una consistente presenza dei Bavari nella regione di Landshut.

### La Landshut del passato

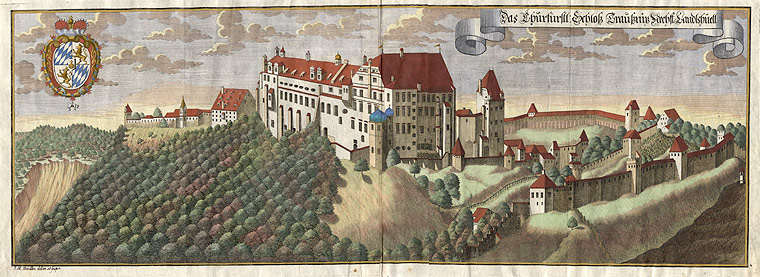
Il castello del Trausnitz in una stampa dei primi anni del 700

A partire dal 15 a.C. la regione è una provincia romana ma, a causa delle fitte foreste che si estendono nella zona e che rendono difficile lo sfruttamento agricolo, essa rimane assai scarsamente popolata, a differenza di quanto avviene ad esempio lungo il corso stesso del Danubio, dove gli insediamenti fortificati romani come Ratisbona (Castra Regina) o Passavia (Batavia), richiamano masse considerevoli di nuovi coloni.
A partire dal 500 dopo Cristo, sulle esistenti popolazioni bavare si innestano nuovi ceppi di popolazioni germaniche. Ha così inizio quella nuova colonizzazione che porta alla nascita di numerosi villaggi, le cui tracce sono ancora visibili nella toponomastica della zona, con i nomi delle località segnati dalla caratteristica desinenza ing (ad esempio Ergolding, Eching, Erding).
Sino al XII secolo l'economia della zona è essenzialmente autarchica e agricola. Negli anni successivi nascono forme tipiche di attività artigianali che porteranno gli abitanti della pianura a specializzarsi e a varcare i limiti ristretti della regione, utilizzando il corso stesso dell'Isar che in questo punto del suo tracciato mostra uno dei punti di più agevole attraversamento.
La fondazione della città risale al 1204, quando Ludovico I, duca di Baviera, decide di edificare una fortezza (Il castello del Trausnitz) sulla collina che domina un punto strategico per l'attraversamento del fiume Isar. Il nome della città deriva proprio dall'espressione Landeshuata (Hut und Schutz des Landes): posto di guardia a protezione del paese.
Dal 1255 la città viene eletta a residenza dei Duchi di Wittelsbach e di fatto diviene capitale del nuovo ducato nel momento in cui la Baviera viene divisa in due: Bassa Baviera ed Alta Baviera, quest'ultima con capitale Monaco.

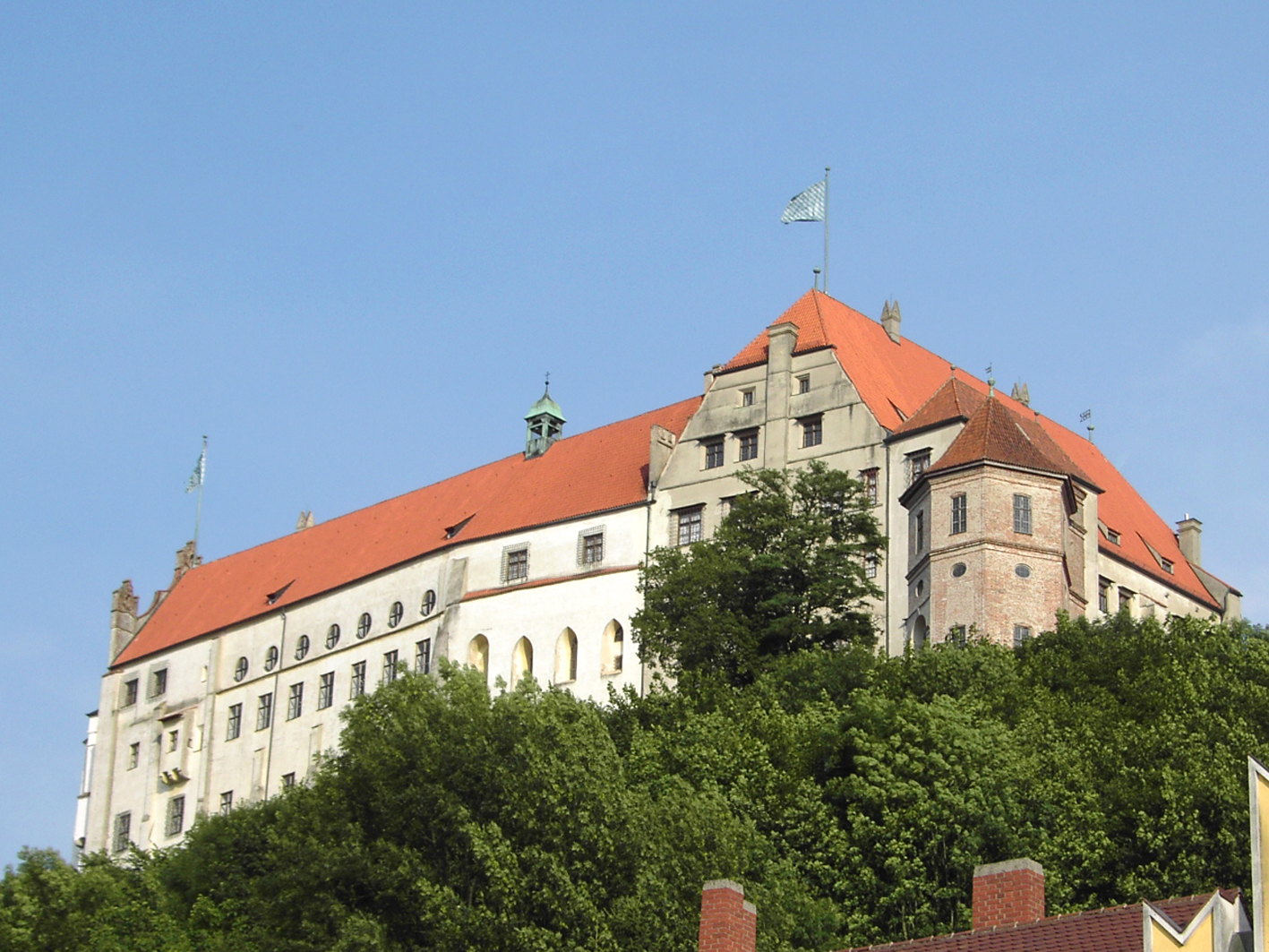
Landshut - Il Castello del Trausnitz, il borgo fortificato residenza dei Duchi di Baviera che domina il centro abitato

A partire da questo momento e sino alla fine del XV secolo, Landshut vive un periodo di grande splendore artistico ed economico, denominato periodo dei Duchi ricchi, che donerà alla città l'aspetto urbanistico ed architettonico, definito gotico di Landshut, che la caratterizza ancora oggi e che la contraddistingue da altri centri urbani bavaresi egualmente importanti. A Landshut, per tutto il Medioevo, si concentrano e lavorano insieme alcuni tra i migliori artigiani tedeschi. In particolare la città diviene famosa per i suoi scalpellini, artigiani esperti nella lavorazione della pietra per la costruzione di chiese. Il commercio del sale, estratto dalle miniere alpine e trasportato lungo il corso del fiume, contribuisce in maniera rilevante alla economia cittadina.

Simbolo di questo importante momento storico è rappresentato certamente dalla torre campanaria della Collegiata di San Martino. L'edificio, realizzato a partire dal 1432, è il campanile in mattoni più alto del mondo con i suoi 131 m e nella storia della città rappresenta un momento in cui la borghesia urbana, divenuta ricca e potente, arriva a sfidare il potere dinastico dei Wittelsbach, rappresentato invece dalla fortezza collocata sulla collina.

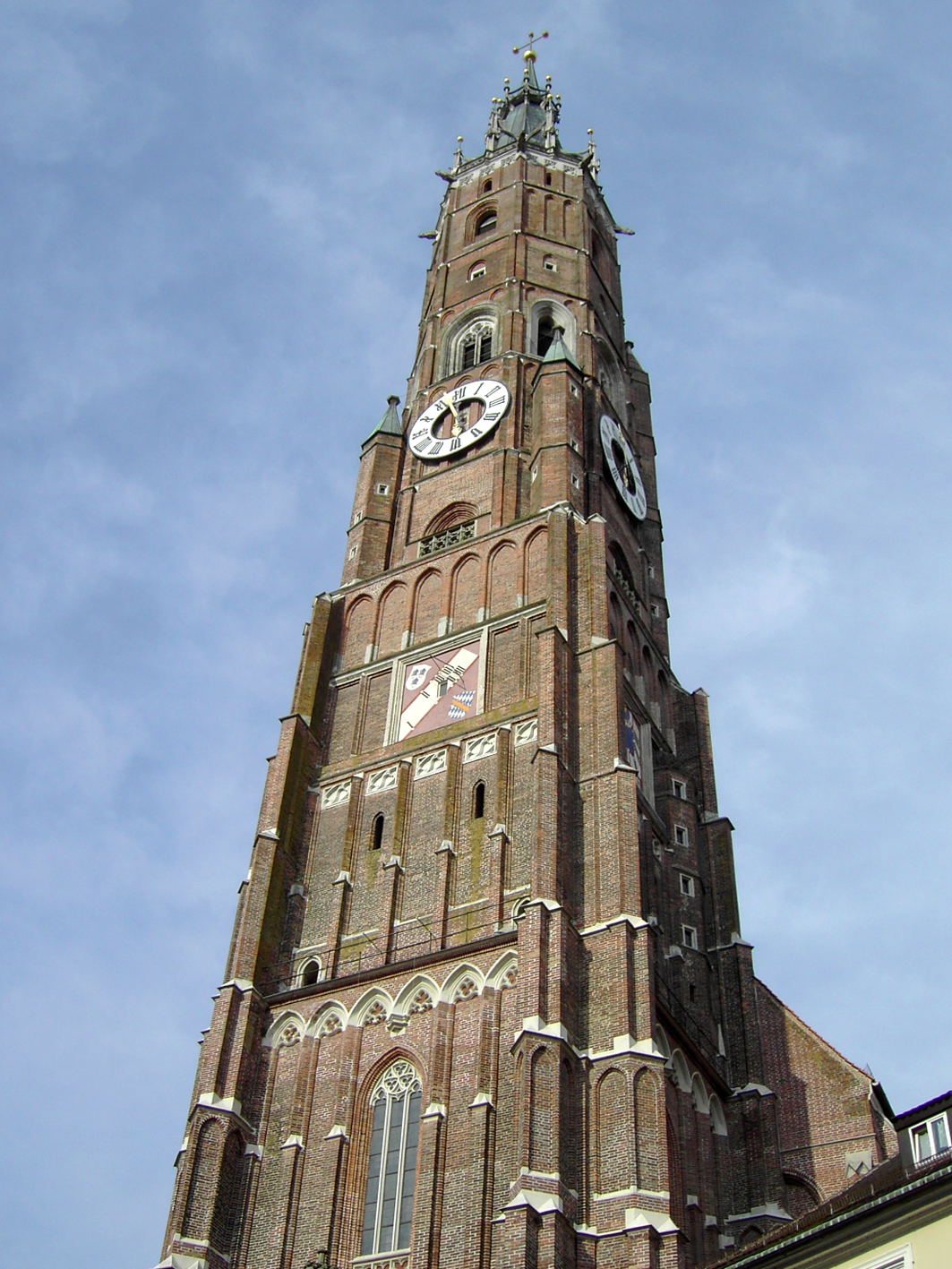
Landshut - Il campanile della Collegiata di San Martino, la torre campanaria in mattoni più alta del mondo (131 m)

L'altezza considerevole raggiunta dalla torre simboleggia proprio questa sfida portata al potere aristocratico. Nel momento del suo massimo splendore, raggiunto sotto il regno del duca Giorgio il ricco, le mura medievali vengono abbattute e sostituite con una massiccia cinta muraria in pietra, lungo la quale si aprono ben 8 porte e che circonda tutta la città, compresa la Muehleninsel.

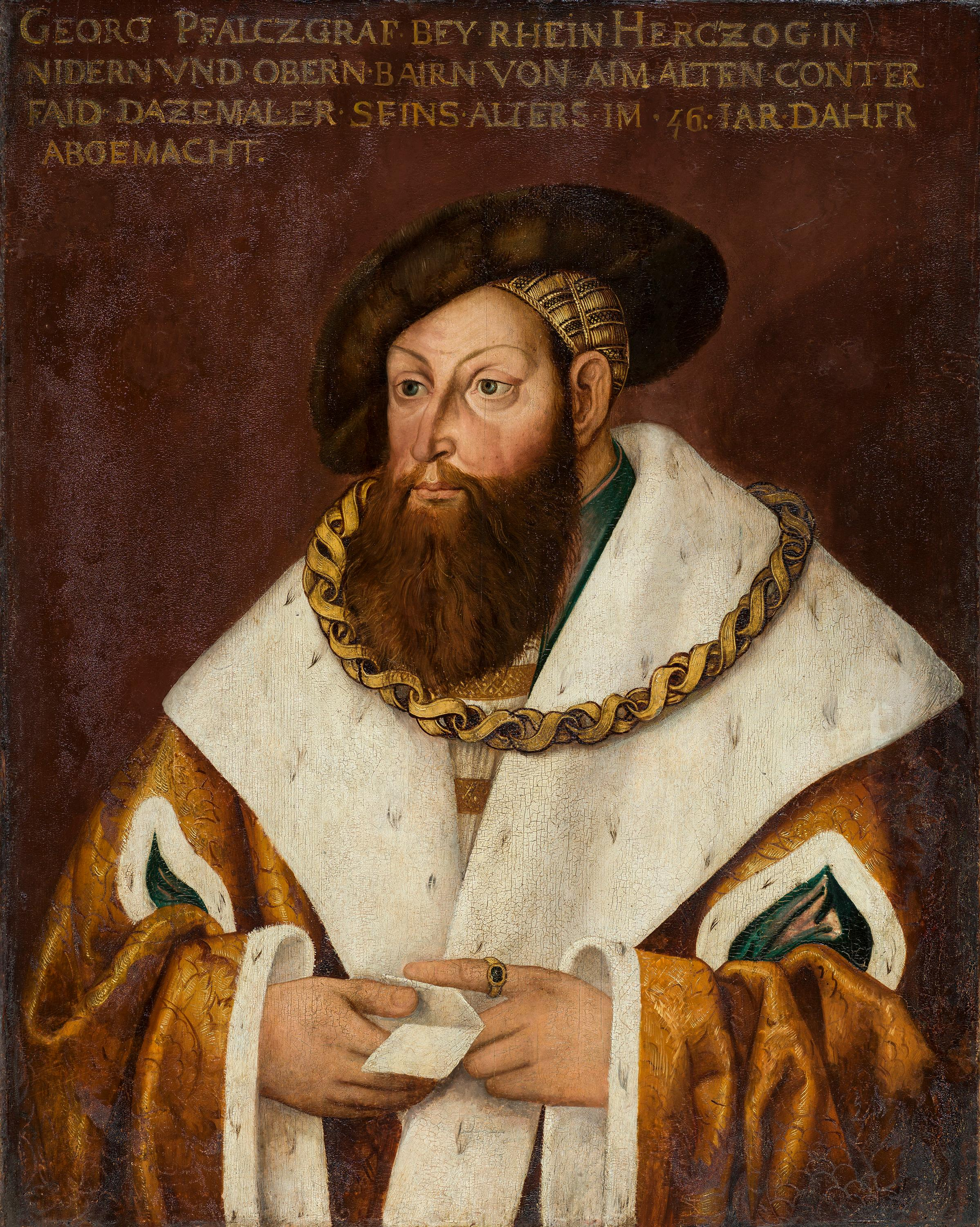
Il duca Giorgio il Ricco regnò su Landshut dal 1479 al 1503: è per la città il momento del suo massimo splendore.

Il predominio di Landshut su Monaco di Baviera cessa improvvisamente all'inizio del XVI secolo, quando la morte dell'ultimo erede maschio della casata dei duchi di Wittelsbach determina una lotta dinastica interna che si concluderà con la riunificazione del Ducato e il prevalere di Monaco di Baviera nella contesa politica. Ciononostante i duchi di Baviera continueranno a dedicare a Landshut un interesse particolare. Nel 1537 il duca Ludovico X di Baviera farà edificare lo splendido palazzo detto Die Residenz lungo l'asse stradale principale che taglia in lungo il centro storico (Die Altstadt) mentre il Duca Guglielmo V di Baviera trasformerà gli interni della fortezza gotica del Trausnitz in un pregevole complesso rinascimentale.
Tra il 1630 e il 1634 la Baviera è sconvolta da quella che viene definita la fase svedese della guerra dei trent'anni. Landshut viene ripetutamente attaccata dalle truppe di Gustavo II e sia nel 1632 che nel 1634 subisce degli incendi gravi che distruggono numerosi e importanti edifici. Particolarmente drammatico risulta l'incendio del 1634, al termine del quale, per 30 giorni, le truppe svedesi si abbandonano al saccheggio della città. Agli eventi bellici segue da prima una gravissima carestia quindi una epidemia di Peste che conducono Landshut al momento più critico della sua storia.
Nel 1809, come conseguenza del trattato di pace tra Austria e Francia Landshut, come tutta la Baviera, diviene dominio napoleonico ma in seguito alla creazione del Regno di Baviera la città diventa, nel 1839, capitale del distretto della Bassa Baviera e sede del governo distrettuale. Ruolo che conserva tuttora.
Tra il 1800 e il 1826 Landshut è sede universitaria. Vi viene trasferita infatti, per ordine dei Duchi, la prestigiosa Università di Ingolstadt, sorta nel 1472. La stessa università che oggi ha sede a Monaco, capitale dello stato bavarese. Nel luglio del 1804 nasce a Landshut quello che sarà il suo cittadino più illustre, il filosofo Ludwig Feuerbach.

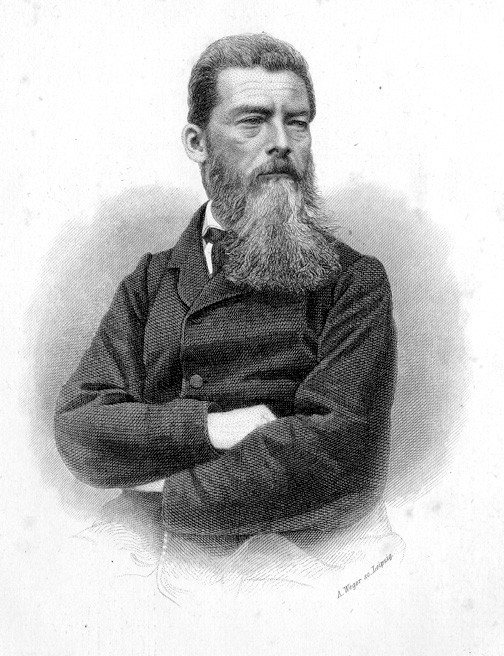
Il filosofo tedesco Ludwig Feuerbach nasce a Landshut nel luglio del 1804

Durante la seconda guerra mondiale la città viene colpita marginalmente dai bombardamenti alleati sulla Baviera e viene occupata dalle truppe statunitensi il 1º maggio del 1945.

### Simboli
Landshut è detta Dreihelmenstadt ("la città dei tre elmi") e il suo stemma civico si blasona:
Gli elmi che compaiono nel sigillo ufficiale della città risalgono al 1275. Si dice che Ludovico il Bavaro abbia concesso a Landshut lo stemma in uso ancora oggi dopo la battaglia di Gammelsdorf per sottolineare il coraggio dei suoi abitanti. I colori azzurro e argento sottolineano il legame con la famiglia bavarese dei Wittelsbach che per secoli ebbe un'importante influenza sulla città.

## Monumenti e luoghi d'interesse

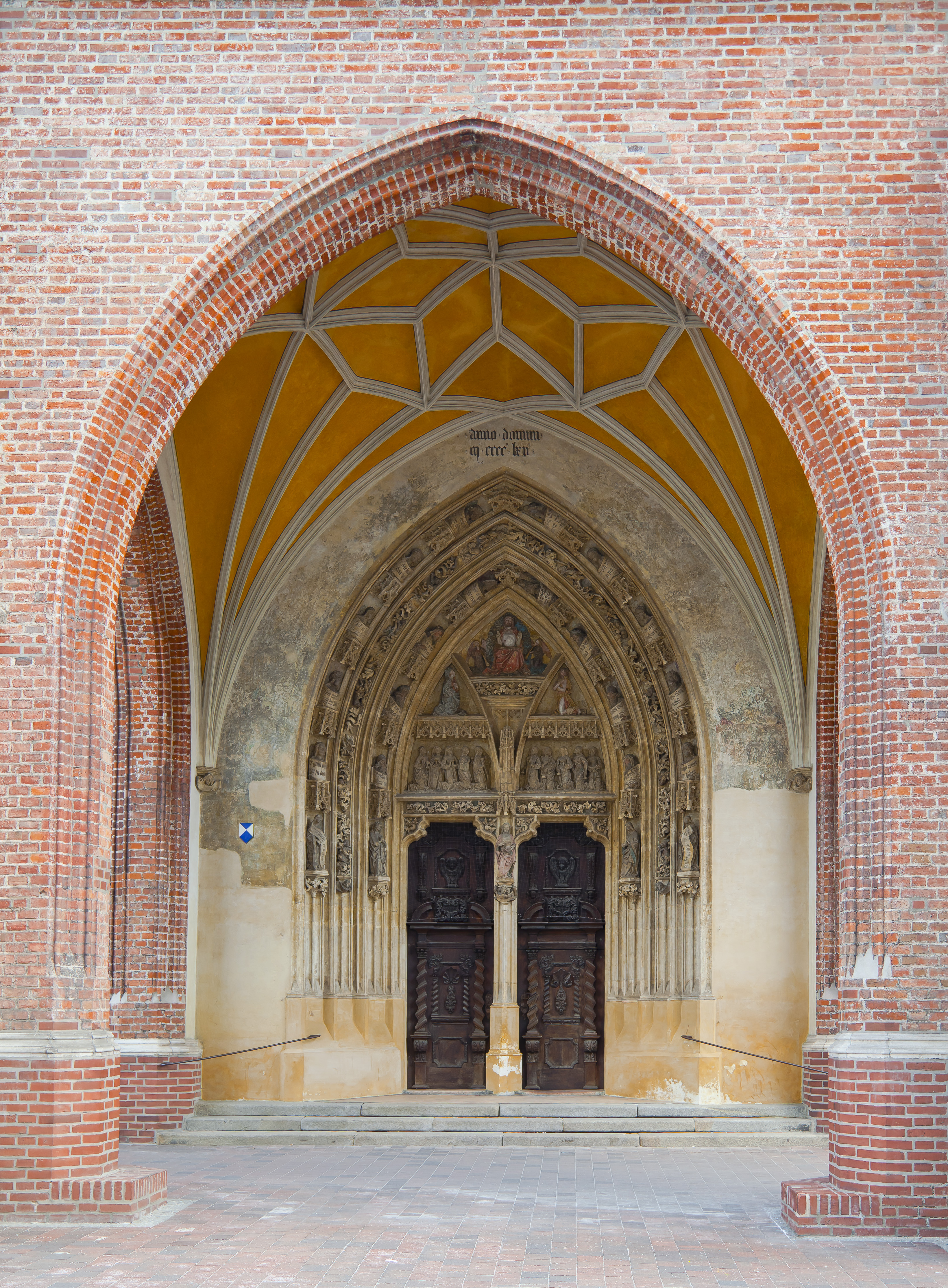
Portale della chiesa dello Spirito Santo

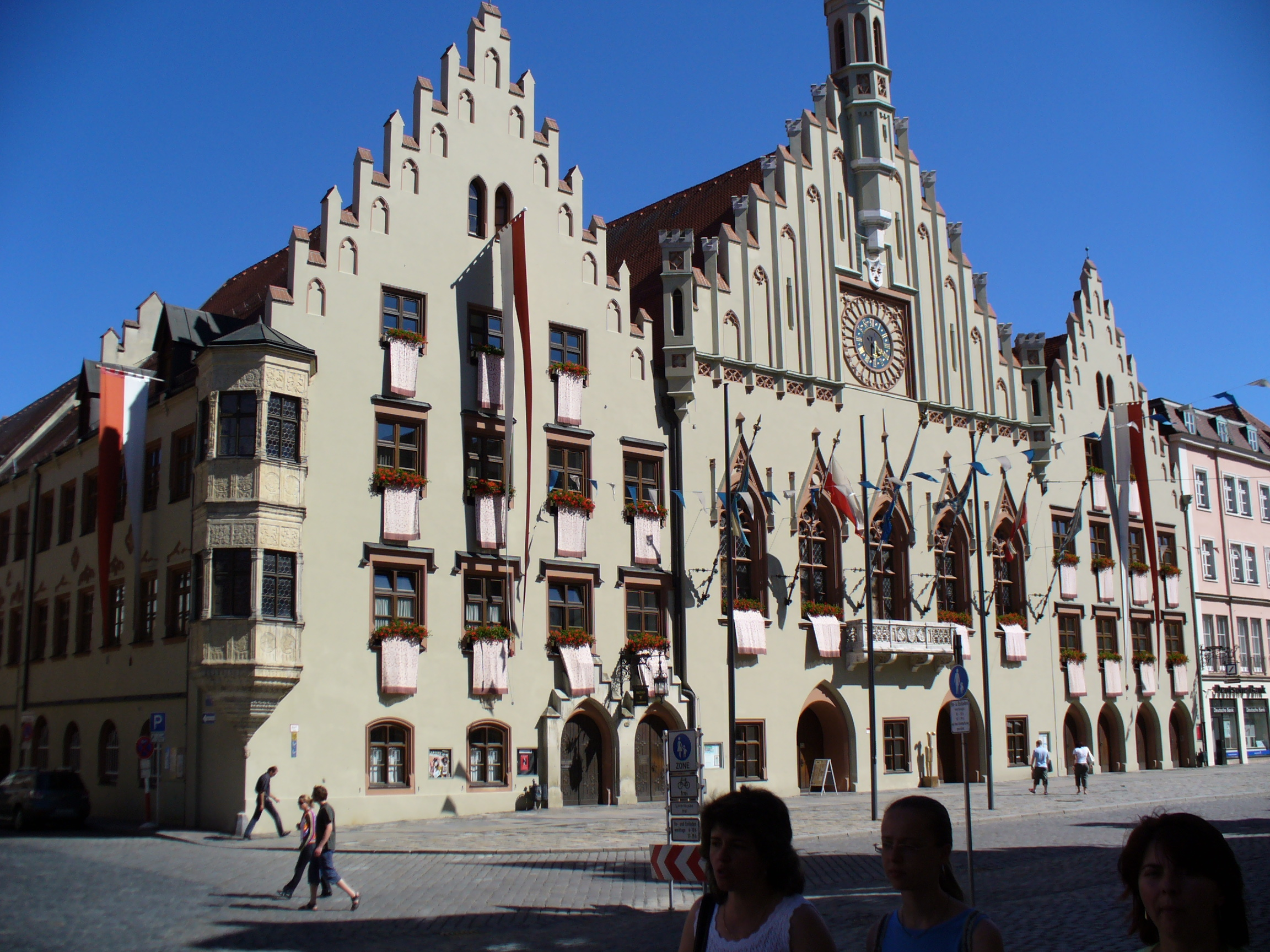
Il Rathaus

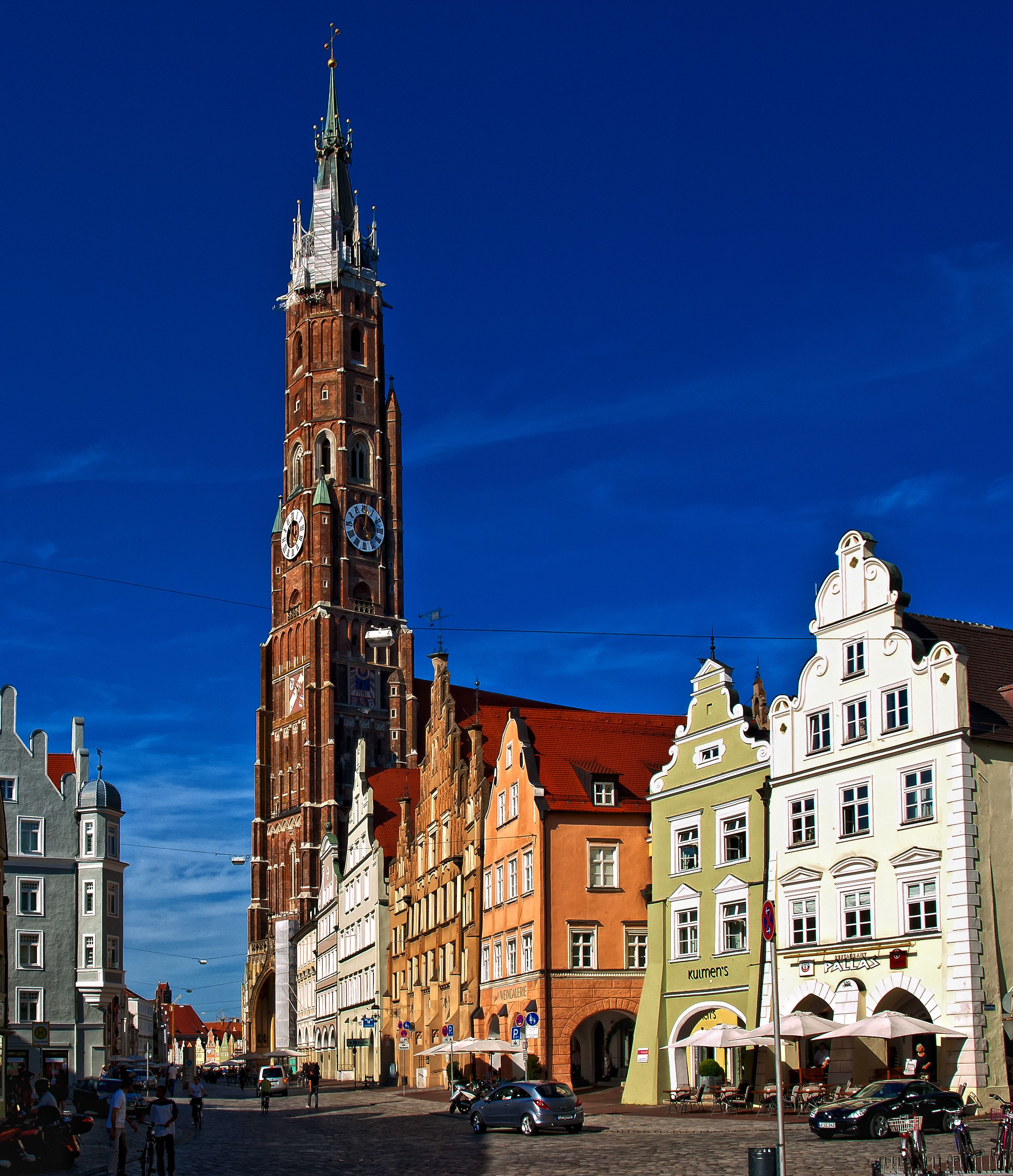
l'alta torre gotica della Martinskirche, sull'Altstadt

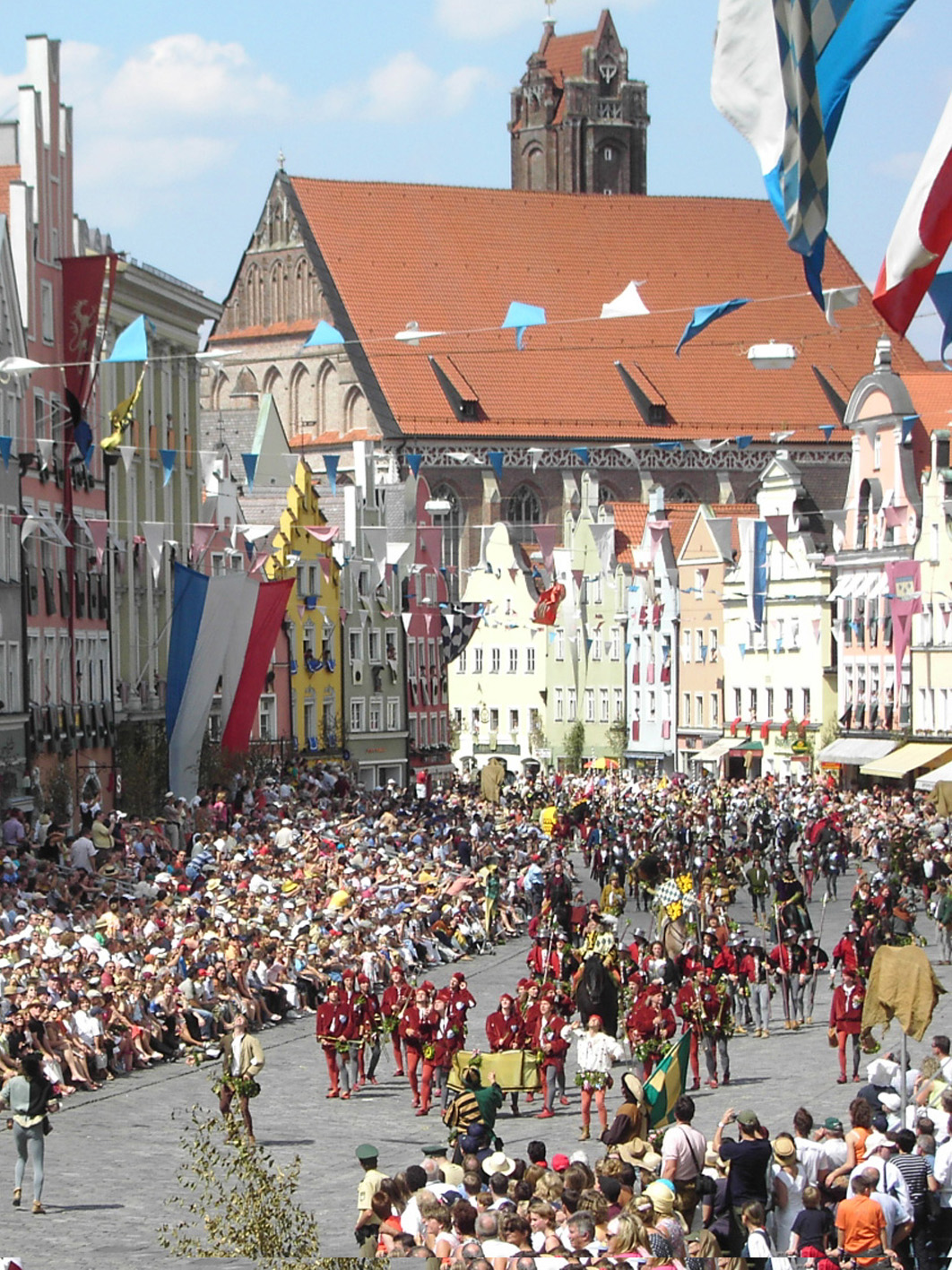
la Altstadt durante lo svolgimento del corteo storico per le celebrazioni della Landshuter Hochzeit. Sullo sfondo la chiesa del Santo Spirito (Heiliggeistkirche)

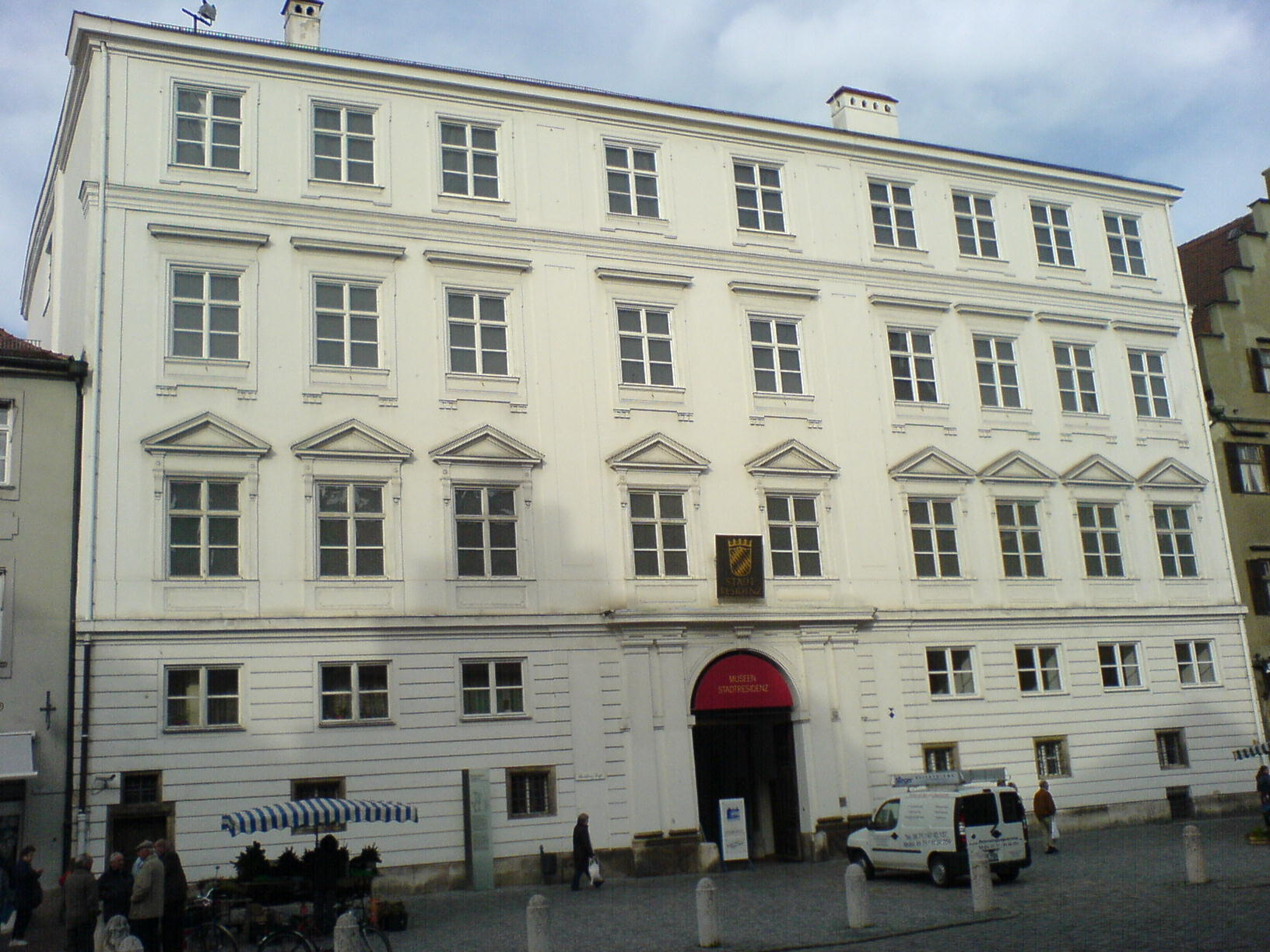
La Stadtresidenz, la residenza urbana dei Duchi di Baviera

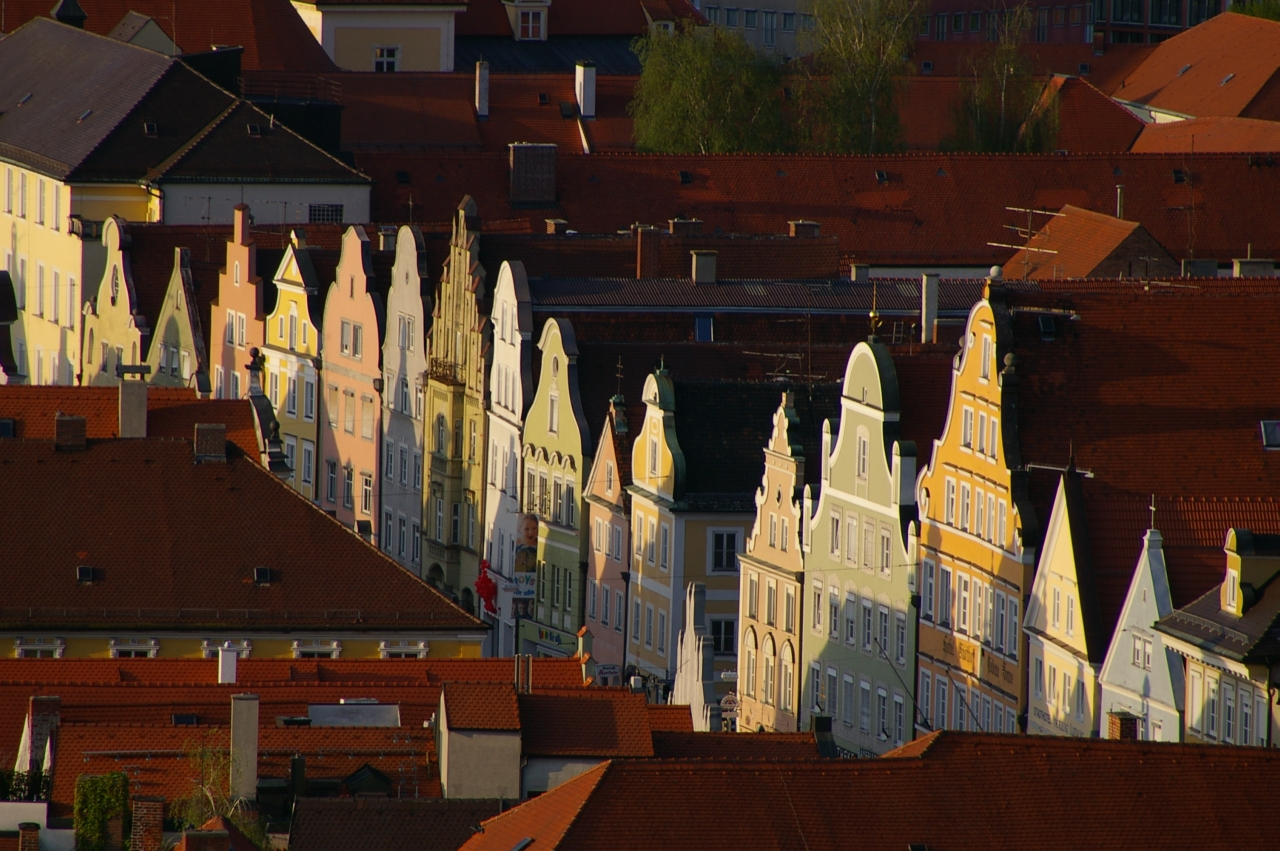
Landshut - Tramonto sulle Giebelhäusern della Neustadt

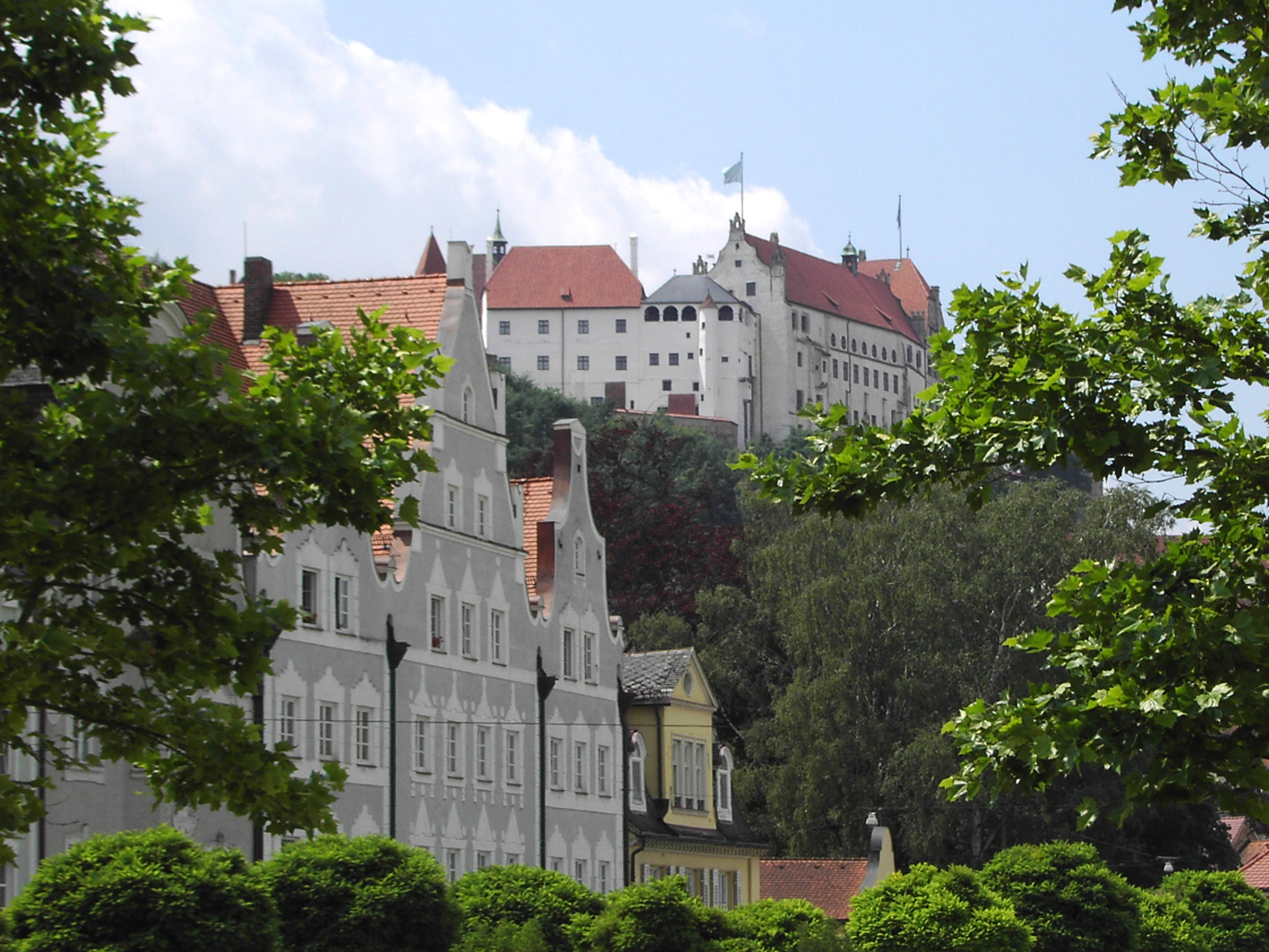
Il castello del Trausnitz con vista dalla San Jodokplatz

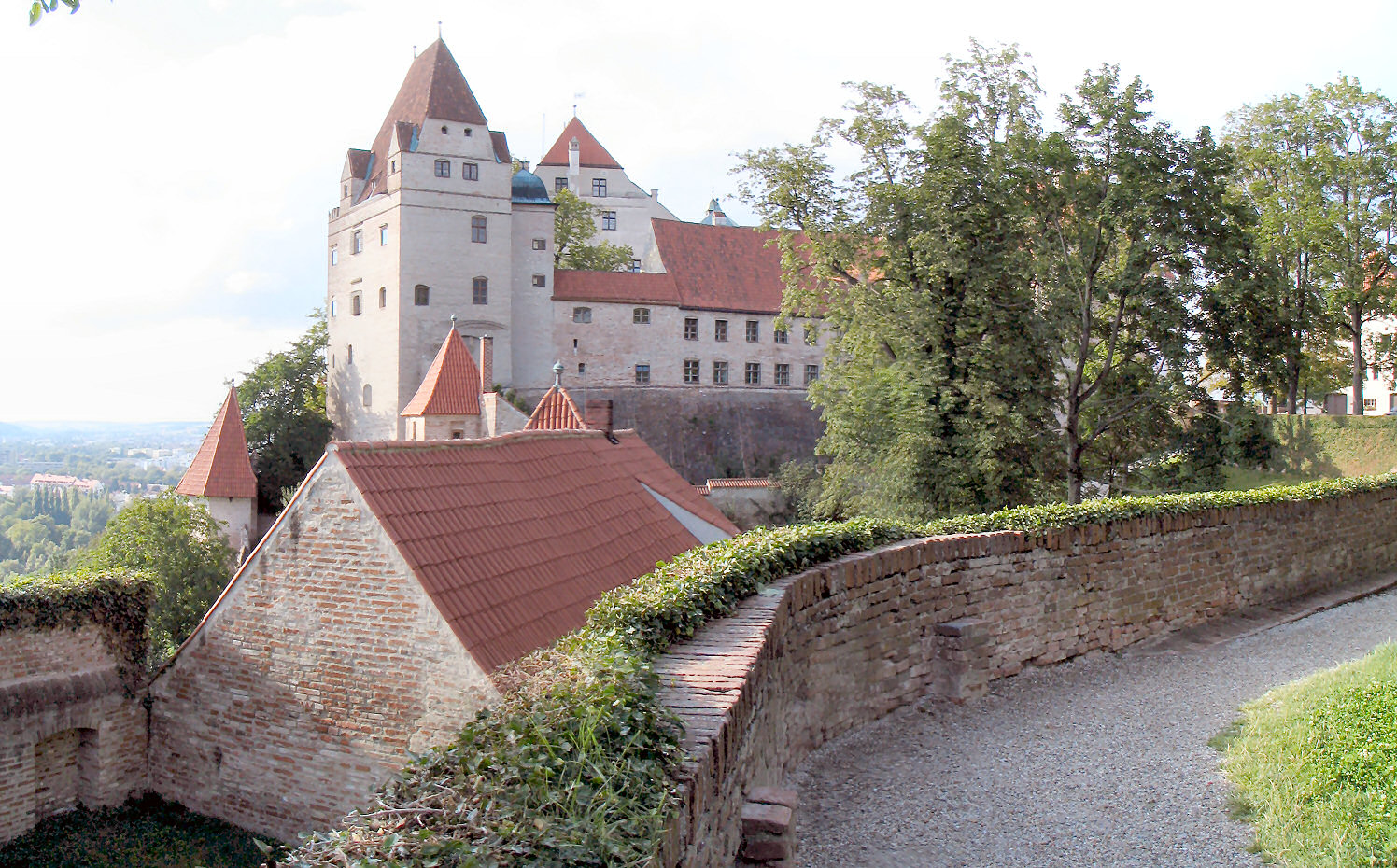
Panorama sul castello del Trausnitz dal parco che ne circonda le mura

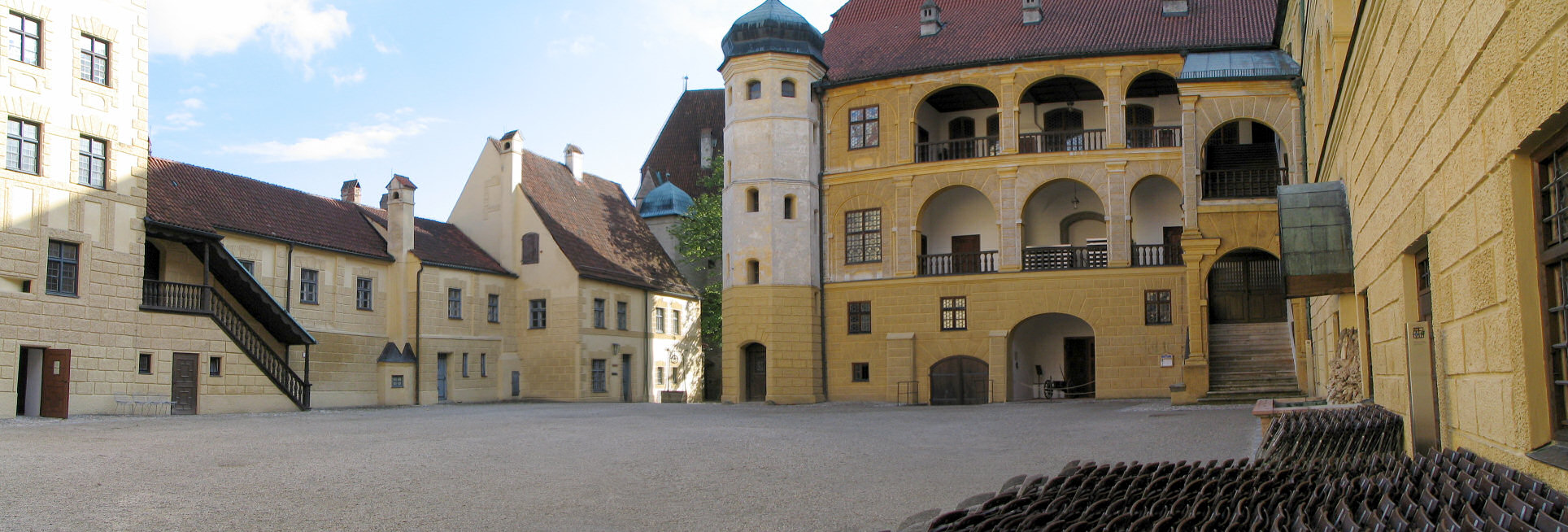
Il cortile interno del castello del Trausnitz

Il centro storico della città, di concezione tardo-gotica, è organizzato su una griglia regolare nella quale due assi viari principali longitudinali, ampi e luminosi, denominati Altstadt e Neustadt, orientati in direzione nord-est sud-ovest e pressoché paralleli al fiume Isar, sono raccordati da una fitta serie di strade minori, strette e poco illuminate, denominate Gasse. Le due strade devono il loro nome ai due diversi quartieri della città alle quali appartengono e che furono effettivamente costruiti in momenti diversi. Il quartiere della Neustadt infatti fu edificato a partire dalla fine del XIII secolo. Ai due nuclei urbani originari se ne aggiunse, alla metà del XIV secolo, un terzo, denominato ancora oggi Freyung (zona libera da imposte). Coloro che accettavano di trasferirsi in questo nuovo quartiere cittadino venivano infatti esentati per 10 anni dal pagamento delle imposte ducali.

### Altstadt
Sulla Altstadt, che rappresenta da sempre il cuore pulsante della città, si aprono gli edifici principali e i monumenti più significativi. La strada, oggi quasi interamente pedonalizzata, con il suo susseguirsi di edifici dalle facciate rastremate (Giebelhaeusern), dipinte in tonalità pastello, spesso dotate di ampi portici e risalenti per lo più al XV secolo e XVI secolo, è considerata una delle più belle strade tedesche. Le sue estremità sono chiuse da due edifici religiosi importanti: Il Duomo, a sud, e la chiesa dello Santo Spirito, a nord, entrambe in mattoni rossi e rappresentano i massimi esempi di quel particolare stile architettonico, detto appunto gotico di Landshut, al quale si ispirano la maggior parte degli edifici religiosi della regione. Lungo il suo percorso vi si aprono anche due degli edifici civili più importanti di Landshut: il municipio (Rathaus) e la cosiddetta Residenz.
- La Martinskirche (Collegiata di San Martino) con la sua imponente torre campanaria di ben 130,60 metri, fu eretto in tre fasi distinte tra il 1392 e il 1500 e, con la sua pianta a tre navate, è considerata l'opera principale dell'architetto Hans von Burghausen, il massimo esponente del tardo-gotico tedesco, il cui monumento funerario è visibile nella navata destra della chiesa. Nella stessa navata è presente una pregevole Madonna lignea di Hans Leinberger, lo scultore vissuto alla fine del XV secolo al quale si devono alcune tra le opere più importanti che decorano ancora molte chiese bavaresi.
- Heiliggeistkirche (Chiesa di Santo Spirito), costruita tra il 1407 e il 1461, fu edificata sul sito occupato da una precedente chiesa romanica. Opera iniziata da Hans von Burghausen fu completata, dopo la sua morte, dal suo discepolo Hans Stethaimer. Nella chiesa, originariamente utilizzata anche come ospedale, vi si svolgono oltre i normali servizi religiosi anche delle mostre periodiche di arte sacra.
- Il Rathaus (Municipio), costruito in fasi diverse tra il 1380 e il 1503, ospita ancora oggi gli uffici del sindaco, è rappresentato da un pregevole edificio a tre corpi, di struttura gotica, raccordati tra loro sul lato principale da una pregevole facciata neogotica risalente al 1861, decorata con balconate di foggia rinascimentale. All'interno del municipio, nella sala dei ricevimenti completamente rinnovata in stile neogotico alla fine del XIX secolo, troviamo alle pareti i dipinti di quello che sicuramente è stato l'evento mondano più importante della città: il matrimonio principesco di Landshut (Landshuter Fürstenhochzeit), ovvero lo sposalizio con il quale il figlio del Duca di Baviera si unì alla figlia del re di Polonia, nel 1475. L'evento viene riportato in alcuni annali come una delle feste più sontuose mai celebrate in epoca medievale. Per rievocare l'evento, ha luogo ogni quattro anni a Landshut una grande kermesse della durata di circa 4 settimane, denominata Landshuter Hochzeit ("Il matrimonio di Landshut"), durante la quale, nella città completamente decorata a festa, si svolgono festeggiamenti, celebrazioni, sfilate in rigorosissima ambientazione medioevale.
- La Stadtresidenz (Residenza di città), collocata sul lato opposto della strada rispetto al municipio, costituiva la residenza urbana dei Duchi di Baviera. Edificata tra il 1536 e il 1543, è considerata la prima opera in stile rinascimentale italiano realizzata in Germania. In realtà l'edificio si compone di due elementi completamente distinti dal punto di vista architettonico e all'elemento prettamente rinascimentale, la Italienischer Bau, che occupa i lati nord, ovest e sud si contrappone la Deutsche Bau, la costruzione tipicamente tedesca che occupa invece il lato est posto sulla Altstadt. La facciata neo-classica è della fine del 700.

Oggi la Residenz è utilizzata come museo e come sede di mostre temporanee.

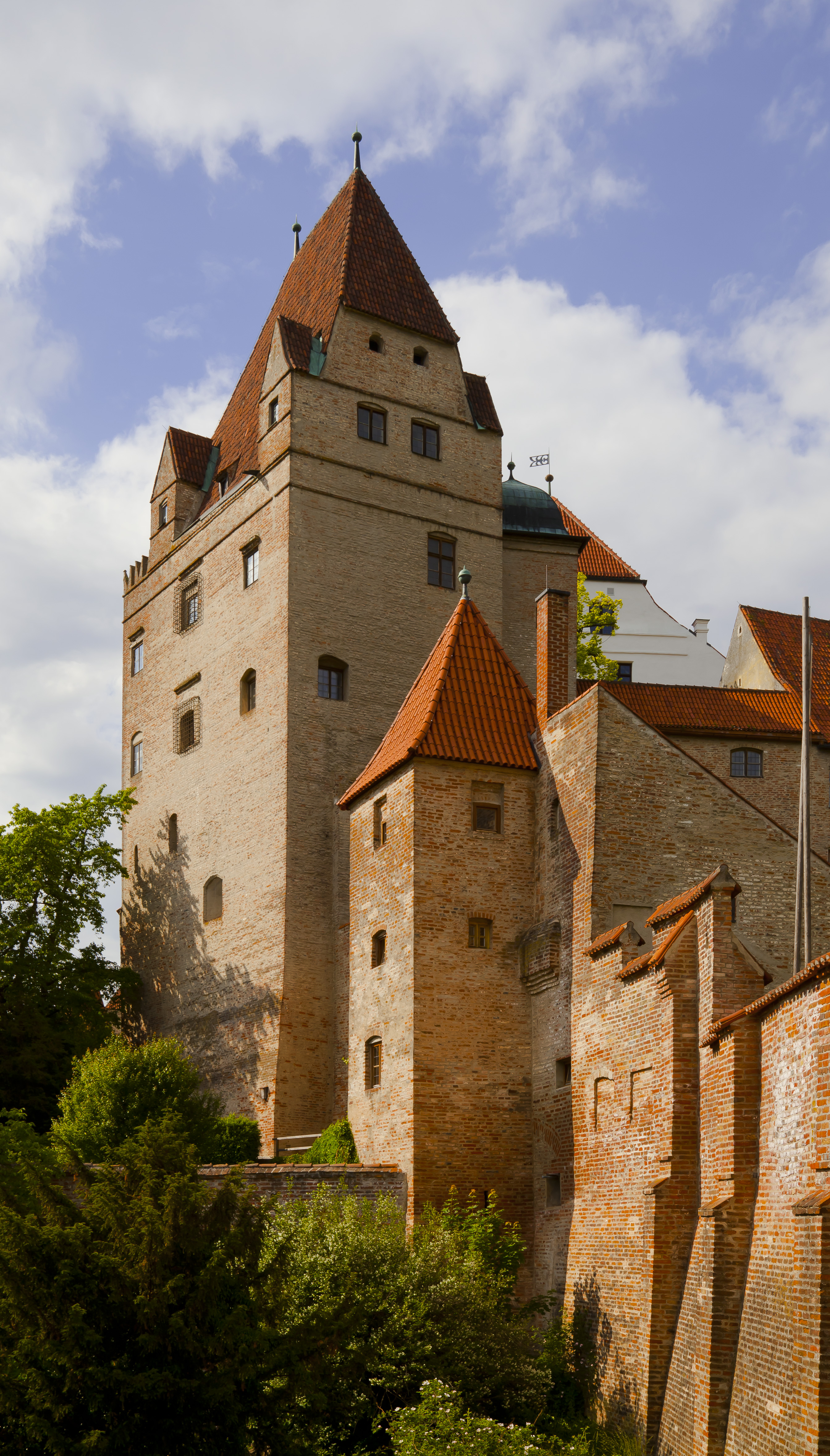
Altra veduta del Castello

### Neustadt
La Neustadt ("Città nuova"), che a dispetto del nome era già terminata all'inizio del XIV secolo, è la seconda grande arteria che, all'interno del centro storico, corre parallelamente alla Altstadt.
Originariamente utilizzata come luogo di mercato, si è andata via via arricchendo di edifici con facciate in stile barocco bavarese.
- La chiesa gesuita di Sant'Ignazio, di imponente struttura barocca, costruita nel 1648.
- La chiesa del Sacro Sangue di Gesù (Heiliges Blut), della metà del XV secolo, in stile gotico di Landshut, con le sue originali torri campanarie laterali a cuspide.
- La chiesa di San Giudoco (Jodokskirche), la parrocchia più antica di Landshut, distrutta da un incendio nel 1403, riedificata da prima in stile tardo-gotico e rinnovata poi verso la metà del XIX secolo, con la trasformazione totale in stile neogotico dei suoi interni.
- La chiesa dei domenicana di San Biagio con i suoi stucchi interni dell'inizio del 700 in stile Rococò.
- Il castello del Trausnitz. Il monumento più importante della cittadina bavarese è rappresentato senza dubbio dal complesso fortificato del Trausnitz che alto, sulla collina che domina Landshut, risulta visibile da ogni angolo della città. Il castello, il cui nucleo originario risale a pochi anni prima della fondazione della sottostante città, fu utilizzato come residenza dai Duchi di Wittelsbacher in maniera pressoché continuativa sino al 1503. Tra il 1508 e il 1578, grazie agli interventi di ristrutturazione operati dal Duca Guglielmo V, perse gran parte della sua connotazione militare e fu trasformato in residenza principesca. Durante il XVIII secolo fu utilizzato come caserma e prigione per aristocratici mentre nel 1762 vi si impiantarono anche degli opifici per la lana e la seta. Nel XIX secolo fu utilizzato nuovamente come caserma e dal 1831, nelle sue stanze, fu sistemato un ospedale per curare i malati di Colera. Il re Ludovico II di Baviera, meglio conosciuto come Ludwig, fece arredare, tra il 1869 e il 1873, le splendide sale principesche dei piani superiori. Il castello, nonostante l'incendio che lo danneggiò alla fine del 1961, versa oggi in un ottimo stato di conservazione e gli edifici medievali che lo compongono risultano pressoché intatti rispetto al loro aspetto originario. Il complesso della fortezza, cinto da mura lungo tutto il suo perimetro, è immerso in un grande parco cittadino aperto al pubblico dove, specie in estate, vengono ospitate numerose mostre tematiche o eventi culturali open-air. Agli edifici propriamente principeschi si affiancano ancora oggi quelli che ospitavano le strutture di difesa vera e propria, quelli dedicati ad accogliere le donne, la servitù e tutto il personale di servizio.

Nell'ala dedicata alla residenza dei Duchi ha oggi sede l'archivio municipale della città. Lungo la scala lignea che conduce alle stanze dei piani superiori, detta la Narrentreppe (La scala dei pazzi), un pittore italiano del XVI secolo, Alessandro Scalzi, ha rappresentato alcune scene a grandezza naturale della Commedia dell'arte. La cappella del castello, dedicata a San Giorgio e risalente al XIII secolo, è considerata uno dei migliori esempi di scultura bavarese di quel periodo.
Il castello oggi è completamente aperto al pubblico e nei suoi locali ospita alcune mostre temporanee nonché alcune sezioni del Museo nazionale Bavarese. Un suggestivo percorso pedonale lo rende raggiungibile direttamente dal centro della città.

## Società

### Etnie e minoranze straniere
Da dati demografici rilevati alla fine del 2005, risulta che la popolazione straniera è in aumento e ammonta a circa il 12% del totale. Di questa il 22,3% proviene dai paesi della ex-Jugoslavia, il 20,3% dalla Turchia, il 7,9% dall'Italia, il 5,5% dalla Polonia, il 5% dall'Austria, il 5% dalla Romania e il rimanente da altri paesi.

### Religione
Dal punto di vista religioso Landshut, come il resto della Baviera, è una città a grande maggioranza cattolica. Da un censimento effettuato nel 2005 risulta infatti che il 63,8 % degli abitanti si dichiara cattolico e il 12,9% protestante mentre il rimanente 23,2 % si definisce aconfessionale o seguace di altre religioni. Non sono presenti comunità ebraiche in città, soprattutto in seguito alle politiche vessatorie e di oppressione fiscale attuate da alcuni Duchi alla metà del XIII secolo e che costrinsero la maggior parte della popolazione ebraica ad abbandonare Landshut e a rifugiarsi nelle vicine Ratisbona e Straubing.

### Tradizioni e folclore

#### Landshuter Hochzeit(Il matrimonio principesco di Landshut)

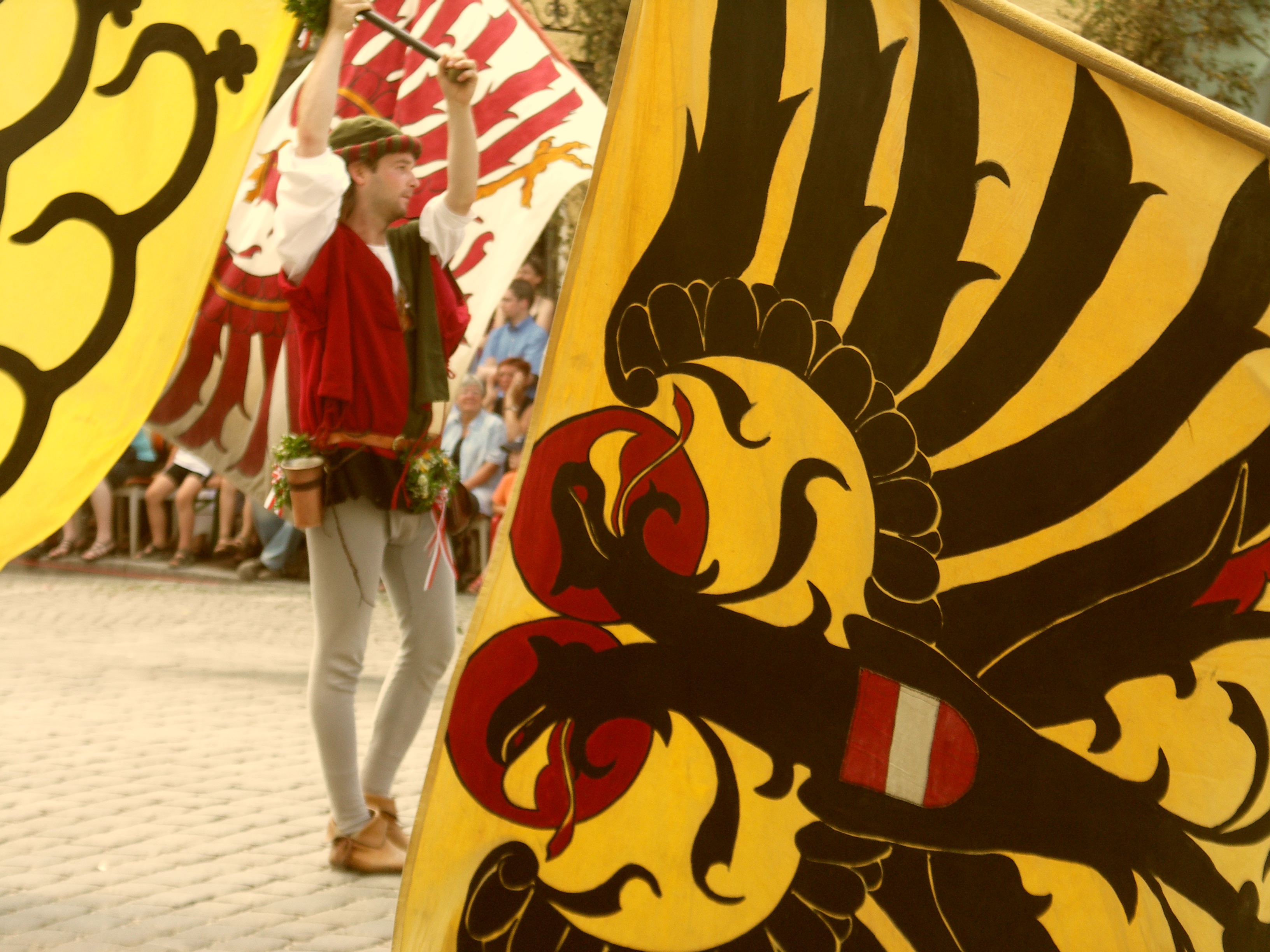
Landshut - Sbandieratori alla Landshuter Hochzeit

Landshut deve gran parte della sua notorietà ad un particolare manifestazione, detta Landshuter Hochzeit, durante la quale, ogni 4 anni, si rievoca il matrimonio celebrato nel 1475 tra l'erede del Duca di Baviera, che alla morte del padre regnerà su Landshut con il nome di Giorgio il Ricco e Edwige (detta anche Jadwiga), figlia del re di Polonia Casimiro IV. Il matrimonio fu il risultato di una lunga e laboriosa mediazione diplomatica voluta dallo stesso imperatore di Germania Federico III, interessato a stabilire alleanze tra le potenze dell'Europa centrale per contrastare la crescente minaccia turca. 

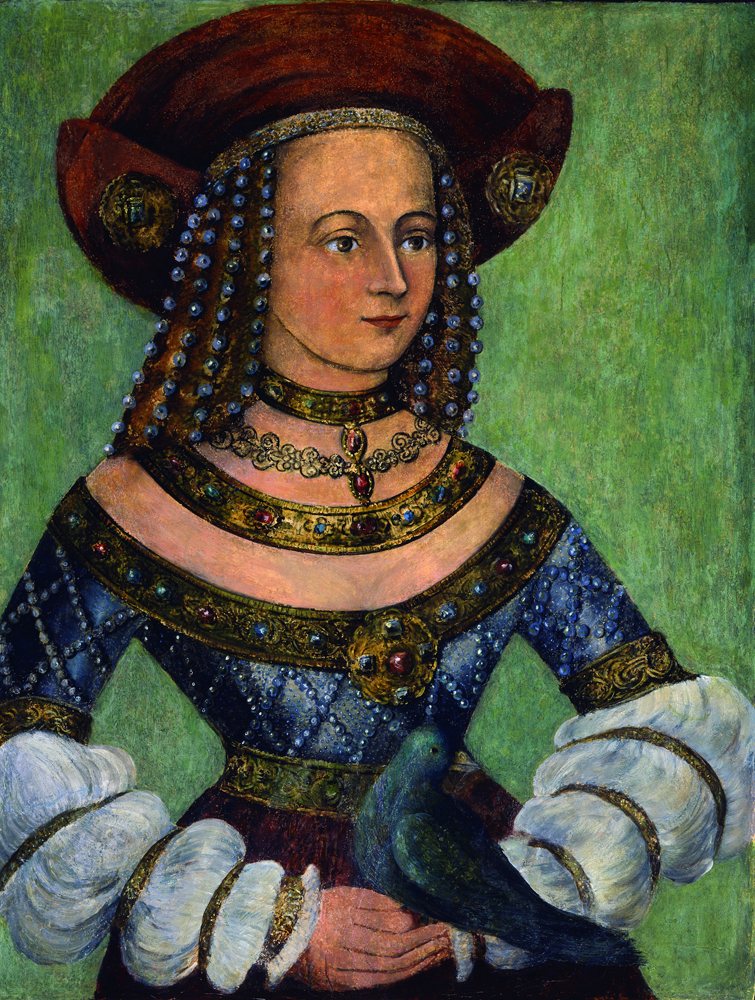
La principessa Edvige Jagellone, figlia del re di Polonia, che andrà in sposa al Duca Giorgio il Ricco a Landhust nel 1475

Il matrimonio, che si svolse alla presenza dello stesso imperatore, viene riportato come uno degli eventi più fastosi del tardo Medioevo e viene ampiamente descritto nei particolari da diversi cronisti dell'epoca. Vi presero parte circa 10 000 invitati tra le personalità politiche, civili e religiose più importanti dell'Impero. I festeggiamenti si prolungarono per giorni tra cerimonie, tornei cavallereschi e banchetti nuziali e furono aperti dalla sontuosa sfilata con la quale la sposa e la sua scorta imperiale, provenienti da Cracovia, fecero il loro ingresso nella città tedesca dopo un viaggio durato circa due mesi.

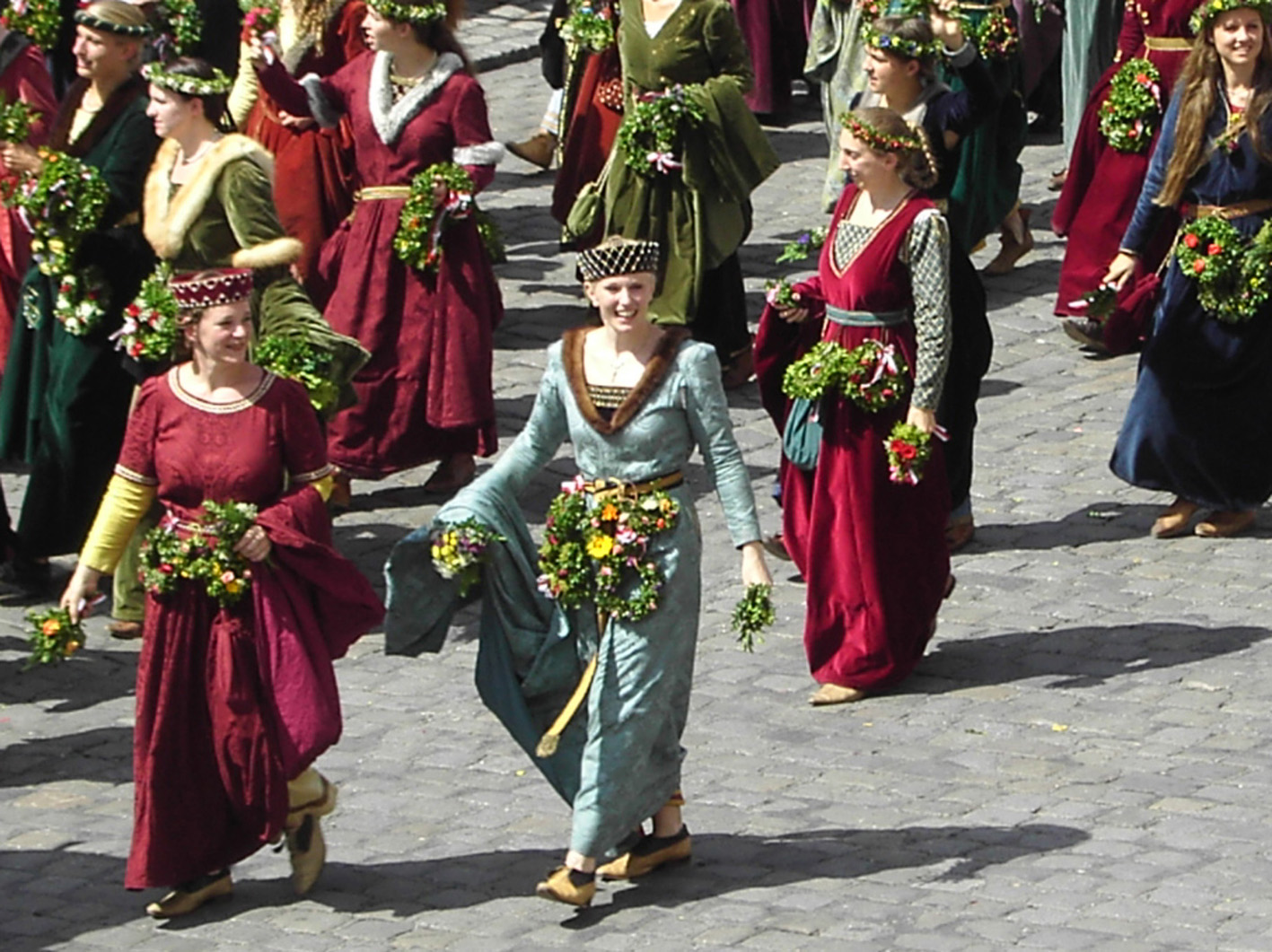
Landshut - un momento del corteo storico che rievoca l'ingresso della principessa Edwige nella città

 Nel 1880, durante i lavori di ristrutturazione della grande sala dei ricevimenti della Rathaus, fu deciso di affrescare le pareti con scene tratte dal fastoso matrimonio del 1475, secondo quel crescente spirito nazionale che si andava affermando in Germania in quel periodo e che propagandava con orgoglio una riscoperta e una rivalutazione popolare delle origini della nazione germanica. Sempre seguendo lo stesso spirito identitario, fu proposto, nel 1902, di rievocare scenicamente il matrimonio. Fu creato così un esclusivo circolo culturale, detto die Förderer (I promotori), con il preciso scopo di mantenere in vita questa nuova tradizione. Ai Förderer aderirono alcune tra le persone più in vista della città. 

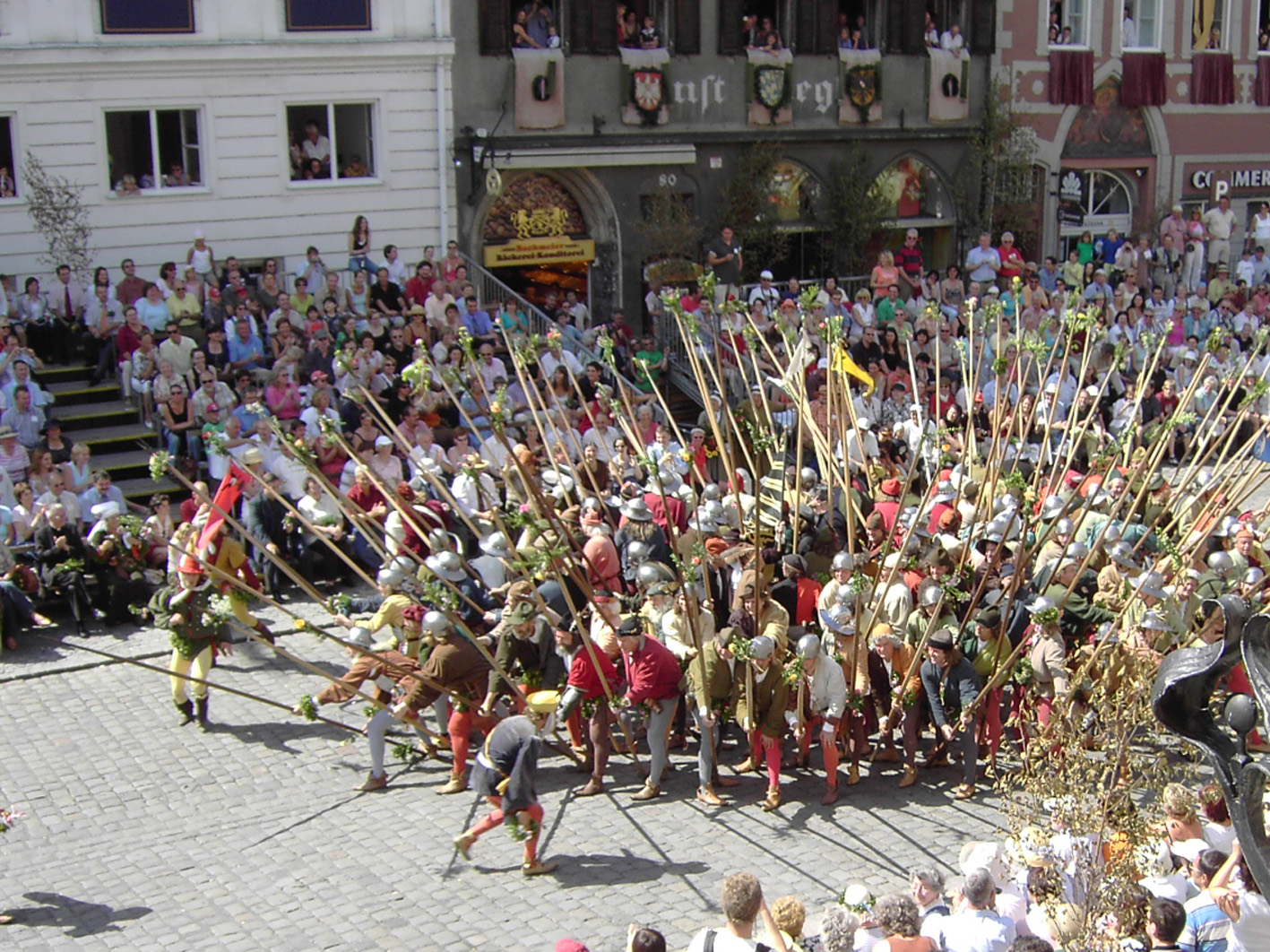
Landshut - Corteo storico della Landshuter Hochzeit. I Landsknechte (Lanzichenecchi) danno dimostrazione di una particolare formazione da combattimento

La rievocazione andò arricchendosi negli anni di particolari sempre più curati dal punto di vista storico e filologico, al punto che oggi, con la partecipazione di circa 2 000 tra semplici comparse, cavalieri, musici, sbandieratori, armigeri, ancelle e araldi, la Landshuter Hochzeit ha assunto un valore documentaristico riconosciuto da diversi storici medioevalisti, che collaborano attivamente alla realizzazione della manifestazione
Ogni 4 anni e per 4 settimane, in un periodo che va dalla metà di giugno alla metà di luglio, la città si trasforma. Una atmosfera di generale euforia contagia tutta la popolazione e un clima di festa si diffonde in tutte le strade del centro storico, le cui finestre vengono decorate con stendardi e bandiere.

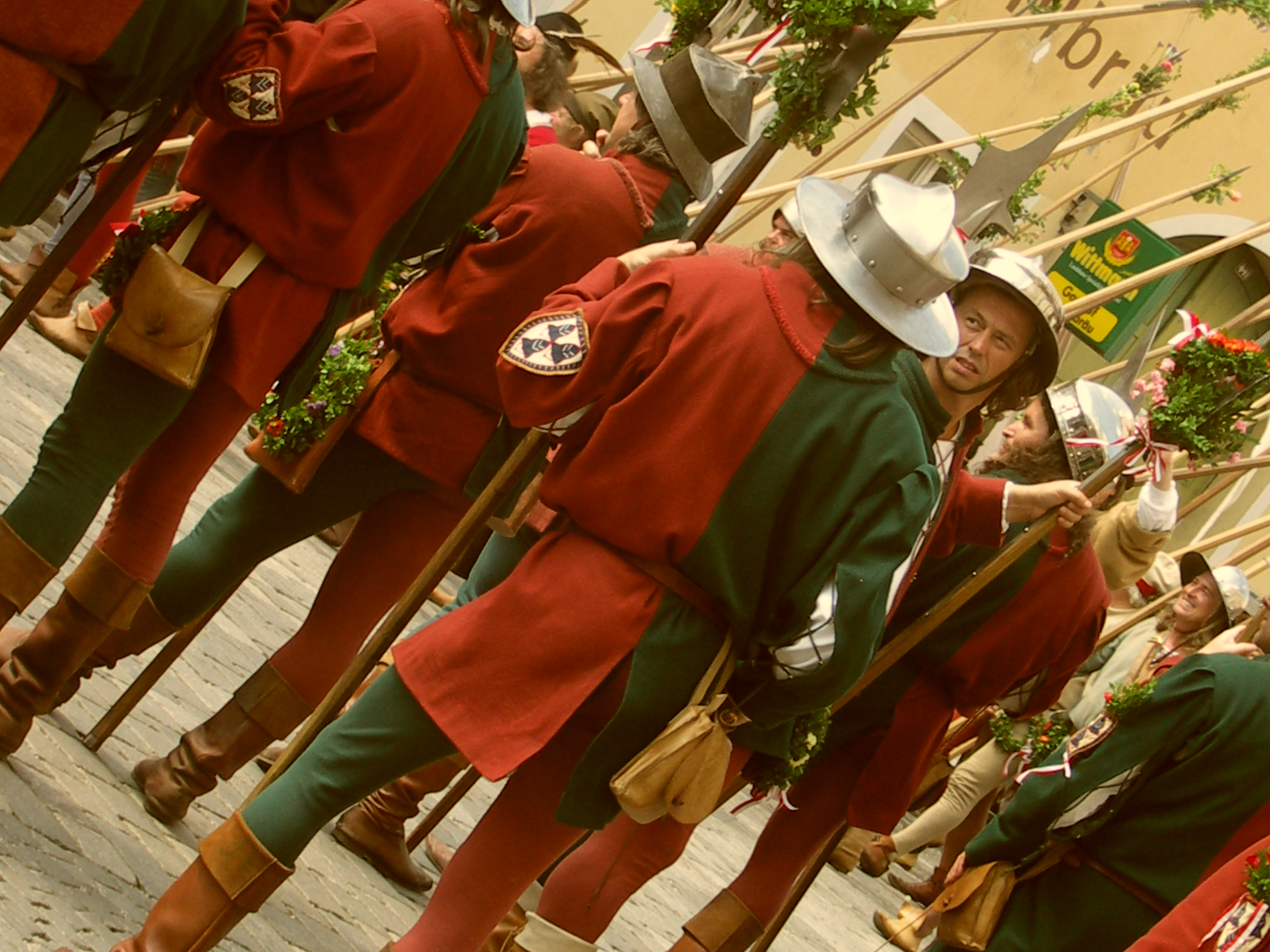
Landshut - Corteo storico della Landshuter Hochzeit. La milizia cittadina

 Nel grande parco cittadino posto a ridosso del fiume viene ricostruito un villaggio medioevale nel quale centinaia di persone, in rigoroso costume d'epoca, danno vita, alla luce di torce e fiaccole, a scene di banchetti e di vita quotidiana fedelmente ricostruite. Durante i week-end un lungo corteo storico che percorre tutto l'anello stradale formato da Altstadt e Neustadt, rievoca l'ingresso della principessa nella città mentre, in uno spazio apposito, alcuni cavalieri in armatura danno vita a giostre e combattimenti di grande realismo. Le 4 settimane di kermesse sono l'occasione per concerti, conferenze ed eventi culturali che hanno come tema centrale il Medioevo tedesco e la storia della città. La Landshuter Hochzeit, al di là del valore storico e del significato fortemente identitario che ricopre per la città e la sua popolazione (appartenere all'esclusivo circolo dei Förderer e ancora oggi un motivo di vanto ed orgoglio per la cittadinanza), rimane pur sempre un grande evento turistico che richiama a Landshut diverse decine di migliaia di visitatori e che viene per questo motivo trasmesso in diretta, nei suoi momenti più salienti, dalla televisione nazionale bavarese. L'ultima edizione della Landshuter Hochzeit ha avuto luogo nel 2017.

## Geografia antropica
Il territorio urbano sottoposto alla amministrazione comunale (Gemeinde) è organizzato in 11 circoscrizioni (Stadtteile) e 54 frazioni (Gemeindeteile) mentre il territorio del distretto rurale (Landkreis) è costituito oltre che da quello di Landshut da quello di ulteriori 34 comuni.

## Economia
La Landshut moderna è una città relativamente fiorente, particolarmente attiva nei settori del commercio e servizi, che devono il loro sviluppo soprattutto alla posizione geografica, particolarmente felice specie se riferita alla rete autostradale e ferroviaria.
Landshut, infatti, è ben collegata alla capitale capitale bavarese, distante solo qualche decina di chilometri, e all'aeroporto intercontinentale di Monaco, raggiungibile in pochi minuti di auto.
Il pendolarismo lavorativo e studentesco è diffuso, ciononostante Landshut è caratterizzata da uno dei tassi di disoccupazione più bassi tra le città bavaresi. La sua relativa vicinanza alla frontiera orientale favorisce un flusso costante di manodopera straniera, richiamata dalla presenza di grandi insediamenti industriali: tra questi, quello della BMW, che a Landshut possiede uno dei suoi più importanti centri di produzione, e di alcune aziende multinazionali di elettronica e semiconduttori.
L'agricoltura, alla quale è destinato circa il 45% del territorio provinciale, e l'allevamento del bestiame sono ancora fortemente praticati, sebbene la maggioranza delle aziende abbiano ancora carattere familiare. Negli anni recenti la diffusione di nuove pratiche di agricoltura biologica ha restituito una grande vitalità al settore.
Il territorio del distretto provinciale Landshut appartiene all'area geo-economica denominata GMA (Great Munich Area), localizzata nel sud della Baviera e che comprende una superficie complessiva di oltre 20 000 chilometri quadrati ed una popolazione di oltre 5 milioni di abitanti. La GMA registra un PIL pro capite del 3,9%, sensibilmente superiore a quello medio del Land bavarese.

## Amministrazione
Dal punto di vista politico e amministrativo Landshut, che mantiene un'importante tradizione agricola profondamente radicata nel territorio, si è sempre allineata con quelle che sono state le tendenze politiche centrali del land bavarese. La CSU sin dal secondo dopoguerra è partito di maggioranza relativa sia nel governo distrettuale che nel consiglio comunale. Solo nel 2004 l'anziano sindaco Josef Deimer, che con i suoi 35 anni di ininterrotta amministrazione risulta essere il sindaco più longevo della intera Repubblica federale tedesca, dimissionario per raggiunti limiti di età, cedette la carica di primo cittadino ad un candidato indipendente, mentre la CSU ha continuato a detenere la maggioranza dei seggi sino al 2020, quando è stata superata dai Verdi.

### Gemellaggi
- Elgin, dal 1956
- Compiègne, dal 1962
- Ried im Innkreis, dal 1974
- Schio, dal 1981
- Sibiu, dal 2002[2]